# Скляр Іван Михайлович
Скляр Іван Михайлович (12 лютого 1906, м. Миргород — †26 жовтня 1970, м. Київ) — український бандурист, майстер-конструктор народних музичних інструментів.

## Загальні відомості
Бандурист родом з Миргороду; учасник (з 1927) і керівник (1933 — 43) миргородської капели бандуристів, з 1943 соліст оркестру Українського державного народного хору (з 1964 імені Г. Верьовки). Автор численних пісень і творів для народних інструментів (удосконалив бандуру та ін. інструменти). Створив різні типи оркестрових бандур. З 1952 року на Чернігівській Фабриці музичних інструментів створив лінію серійного виготовлення бандур.

Києво-харківсюка бандура конструкція І. Скляра.

Зберігається бандура роботи Скляра сконструйована «1930, м. Миргород, Гончарний провулок, 7». в Кримському музеї кобзарського мистетцтва.
1928 року виготовив бандуру київського типу (за ескізом О. Г. Сластіона) на замовлення Д. І. Яворницького.

## Праці
- Скляр І. М. Київсько-харківська бандура — К.: Музична Україна, 1971 — 114 с.
- Скляр І. М. Щоб повно і звучно була бандура // НТЕ, — С. 58-62.
- Скляр І. Подарунок сопілкарям. — К.: Мистецтво, 1968. — 58 с.